# Festival international du film du Zimbabwe
Le Festival international du film du Zimbabwe (en abrégé ZIFF) est un festival de cinéma annuel fondé en 1998 par le Zimbabwe International Film Festival Trust (ZIFFT), une organisation à but non lucratif. Le festival se déroule en Zimbabwe pendant dix jours en août ou en septembre et propose une plate-forme compétitive de longs métrages, courts métrages et films documentaires, ainsi que des ateliers et d'autres événements culturels,,,.

## Éditions
- 2018
  - meilleure actrice dans le film "Cook Off" décernée a l'actrice  zimbabwéenneTendaiishe Chitima[5].
  - meilleur film pour la comédie "Cook Off"[5].

## Prix
- Prix du meilleur long-métrage de fiction
- Prix du meilleur long-métrage documentaire
- Prix du meilleur court-métrage
- Prix de la  meilleure actrice
- Prix du public